# Club Náutico Sportivo Avellaneda
O  Club Náutico Sportivo Avellaneda,  é um clube poliesportivo argentino da cidade de Rosário (Argentina) com destaque para o voleibol feminino  que disputa a elite nacional e futebol

## História
Fundado como Clube Náutico Avellaneda em 21 de janeiro de 1931, sob a presidência do Sr. Carlos Galindo, sendo renomeado em 1932, após Assembleia Geral que votou pela fusão com o Club Sportivo Refinería Argentina, desde então passou a se chamar Club Náutico Sportivo Avellaneda. No início foi o empenho de um grupo de amigos visionários e trabalhadores que se tornaram os seus fundadores. Foi somente em 12 de janeiro de 1932 que foi concedida a aprovação do prefeito  para atuar no litoral do Paraná. De 1933 a 1934, presidiram o clube os Srs.Daniel Green, Miguel Murray, e finalmente, o Sr.Angel Gamez até 1937.
Em 1935, foi lançada a organização da primeira travessia do porto, e contava com 686 associados que possuíam um modesto estande às margens do Paraná. As autoridades da época organizaram uma raid nadadora que uniria a foz dos riachos Ludueña e Saladillo, passando em frente ao porto de Rosário durante o seu itinerário.Em 1936, foram autorizadas as práticas de atletismo e vôlei na instituição, ocorrendo filiação na Federação Santa Fe de basquete feminino.
Em 10 de abril de 1937, aprovado seu estatuto jurídico sob a presidência do Sr.Jorge Gray. Ainda neste mesmo ano foi inaugurado o muro de contenção da praia. Em 1940, foram concluídas as colunas de concreto do térreo e as pedras fundamentais do futuro edifício onde hoje funciona o salão de festas “Las Gaviotas”.Em 1943, chegou a primeira mesa de sinuca ao Salão Social e em 44 os cadetes infantis venceram o Campeonato Rosarino de Basquete. Por outro lado, em no ano de 1945 começou a prática do tênis crioulo. E em 1954, nossos registros diziam que tínhamos 2.912 membros.
Em 1956, por ocasião das nossas bodas de prata, iniciaram-se as obras de betão armado do Salão Social e do ginásio, obra inaugurada no ano seguinte. Em 1957, o Sr.Alberto Biener assumiu a presidência do clube. Entre 1958 e 1959 foi concluída a construção da porta de entrada do setor social, do palco da quadra de basquete e de 140 metros. de muro de contenção com 2,60 de altura.Durante os anos 60 e 61, o Salão Social foi totalmente equipado com mesas e cadeiras e conquistaram-se importantes vitórias na bocha e na patinação. Neste último ano, o Sr. Luis Belloso assumiu a presidência da instituição.
No período entre 1963 e 1964, um objetivo transcendental foi alcançado, o “Setor Anexo” (antigos estaleiros da Carten , foi adquirido pela quantia de 14.000.000 pesos em moeda nacional). Que passaram a fazer parte do nosso património, 11.000 m2 de terreno, com quase 4.000 m2 de superfície coberta. Em 1965, sob a presidência do Engenheiro Oscar Tassara, começaram a ser feitas melhorias no setor recém-adquirido, cercando-o e arborizando-o.
Entre 1966 e 1967 a secretaria passou a funcionar na entrada da rua Pedro Tuella. No mesmo período ocorreram as presidências do Sr.Alfredo Margariti e depois, novamente, do Sr.Luis Belloso. Em 1968, com a aquisição do Setor Anexo, os sócios do Náutico prepararam-se para dias de alegria, pois o parque de campismo foi equipado com churrasqueiras e mesas, tendo-se também confirmado que não existiam gravames que afetassem o património. Nesse ano, o CPN assumiu a presidência. Manoel Ortiz. Em 1970 e 1971, as esplanadas do Sector Social, um acolhedor “rancho” com churrasqueiras cobertas e balneários. O bar-salão social também foi remodelado e a Biblioteca foi montada para os nossos associados.
Durante 1972, sob a direção do Sr. Antonio Gustafsson e 1975, foram concluídas as obras dos novos vestiários totalmente equipados com água quente. O berçário da lancha foi instalado no térreo. Em 1974, o Sr.Luis Alonso assumiu a presidência, foi inaugurada a Piscina Olímpica. Nesta festa foi realizado um desfile de modelos liderado por Ante Garmas e Silvia Pérez (na época, Miss 7 Días), também concluído o percurso pedonal que liga o setor social e o anexo.
Em 1976-77, foram remodeladas a administração e a secretaria e concluídas as quadras de tênis crioulo, a quadra preta, os vestiários, a arquibancada e os ginásios Guilbert e Pardal. Neste último ano, os senhores Carlos Vicini, Juan Etchepare, Luis Garcia e Juan Etchepare presidiram até 1981, quando o Sr.Ramon Noya assumiu.Entre 1978-79, devido a problemas com o aluguel das instalações ocupadas pela Biblioteca Popular “Almafuerte”, doou todo o seu patrimônio bibliográfico e didático ao seu congênere “Carlos Galindo”. O novo prédio dos banheiros da área de camping adjacente também foi concluído e colocado à disposição dos associados para uso. Nos vestiários foi instalada uma nova caldeira com capacidade para 6.000 litros.
Em 1983, presidiu o Sr. Oscar Benavidez e depois, no mesmo ano, o Sr. Eduardo Bohnhoff. Durante o ano de 1985, aproveitando a inusitada vazão do rio Paraná, após aprofundados estudos de possibilidades, condições do solo e outros fatores concomitantes, realizados por profissionais altamente especializados na área, foi finalmente iniciada a construção de um muro de defesa costeira, e também conquistou ao rio cerca de 25.000 m2 de superfície.
Em 1986, foi adquirido o terreno da ilha “La Invernada”. Em 1987, o Sr. Oscar Benavidez assumiu a gestão e dois anos depois o Sr. Alberto L. Carbajal assumiu a gestão. Em 1990, foram nivelados os pavimentos do terreno (1000 m2) para a futura construção dos poços de barcos do viveiro de lanchas. Além disso, foram construídas quatro quadras de tênis inglesas e 3 quadras de paddle. Em 93, o Sr.Osvaldo Delicio assumiu a presidência da instituição.
A partir de 1995, a praia, o solário foram acrescentados à área e iniciou-se a arborização. No mesmo ano, o Sr. Jorge Leguizamon assumiu a presidência. Em 1996, foi recuperado o parque de campismo sul, adquirido um grupo eletrogéneo de 160 kva que permitiu uma poupança muito importante no consumo de energia elétrica, e em março deste ano, foi adquirida uma caldeira para abastecer o consumo de água quente dos vestiários e da piscina olímpica coberta.
Devido à crise que o clube atravessou, em 13 de dezembro de 1996, nasceu o Mutual Club Náutico Sportivo Avellaneda (matrícula SF 1309 do Inacyn), tornando-se o braço financeiro da Instituição. A partir daí, presta serviços sociais, turismo e ajuda econômica, entre outras coisas. Em 1997, iniciaram-se as obras de construção da Caleta, foi inaugurado o restaurante “Margarita”, foi concluída a estrada em frente aos campos de tênis ingleses e estes foram iluminados. No dia 19 de dezembro de 1998, foi inaugurado o salão de festas “Las Gaviotas”, posicionado entre os melhores da cidade.
Em 1998, o tema do minicomplexo turístico “El Biguá”, situado exactamente em frente à nossa praia, na ilha de La Invernada, foi encarado como um desafio. Foi então que se decidiu colocar definitivamente o nosso olhar no rio e ativar o desenvolvimento do nosso esporte náutico Algum tempo depois, a Mútua CNSA adquiriu mais 11 hectares e assim nasceu aquele lugar especial onde trabalham todos os dias; também foi totalmente reciclado o “antigo galpão”, espaço preparado para abrigar 1.200 pessoas, atualmente aquecido. Além disso, foi instalada a fonte “Milenio” no setor sul do solário, espaço preferido dos pequenos associados. Além disso, o “Match Point” foi totalmente remodelado, completando assim um setor de passagem extremamente bonito.
Em 2000, foi inaugurado estacionamento privativo, com capacidade para 100 veículos. Em 2001 foram concluídos os 140 metros de um quebra-mar de pesca com proteção perimetral segura, com abrigos e banheiros. Foram também construídas casas de banho na zona da praia, no bar Caribe 1 e na esplanada sobre o rio, na zona norte do Clube. No dia 28 de setembro de 2002, o mini complexo turístico “El Biguá” foi formalmente apresentado à sociedade, inaugurando oficialmente este espaço onde a natureza na sua máxima expressão e confortáveis instalações se unem para garantir uma estadia confortável, onde a família pode desfrutar plena de um enquadramento de segurança, tranquilidade e privacidade absoluta, possuindo um edifício de dois andares com 400 m2 rodeado por solário e camping. No piso superior, dez quartos com capacidade para acomodar 30 pessoas no primeiro andar.
Além disso, os vestiários foram totalmente reformados, tornando-os mais confortáveis e funcionais. A área situada em frente à enseada foi requalificada, foi construído um campo de ténis rápido, uma zona de churrasco e uma agradável zona com mesas e bancos. No dia 1 de junho de 2003 foi inaugurada a piscina interior aquecida. Em 2004, foram realizadas obras de condicionamento e reciclagem no setor social, remodelando completamente o interior do Ginásio Velasco, incluindo piso e teto, além disso, a academia de musculação foi incorporada aos serviços.
Durante o ano de 2005 entrou em funcionamento o pontão polivalente, que é composto por uma retroescavadora – “La Garza” – e um pontão multifuncional que serve para transporte de materiais, equipado com uma moega que complementa o trabalho de empilhamento. A fabricação e montagem de ambas as máquinas foram realizadas inteiramente em nossas oficinas com a mão de obra de nossa equipe. O ginásio do Pardal também foi equipado para a realização de treinos de vôlei e basquete. Foram adquiridos novos filtros para substituir os originais da piscina, com capacidade de filtragem de 1.600.000 litros.
Além disso, a partir da temporada de verão 2003-05, nas tardes de sábado e domingo, o “Náutico se move” ofereceu aos associados diversos espetáculos ao vivo que abrangeram diferentes géneros musicais: jazz, blues, rock, folclore, etc., alternando com algumas tardes recreativas com atividades desportivas e artísticas para crianças, realizadas por professores especializados, Náuticos com educadores de infância para os mais pequenos, bailes na praia, cinema ao ar livre, entre outros.
Em 2006, já contava com cerca de 15 modalidades e em 2007, a construção de embarcações de elevação e descida foi realizada com base num estudo realizado por equipas técnicas de engenharia. Dessa forma, foram iniciadas as obras do sistema de embarque monotrilho para barcos. Para o verão de 2008, foi inaugurada uma churrasqueira no setor Solarium, na zona sul, próximo ao Milenium, onde os associados também encontraram um novo setor com serviço de bar.
Em 2009 foi inaugurado o novo ginásio José Primo, sendo que no dia 27 de fevereiro, foi realizada a cerimônia oficial de abertura e posteriormente continuaram os trabalhos de fechamento perimetral com placas trapezoidais, instalação de iluminação, pintura geral e marcação da quadra para diversas disciplinas. Além disso, foi fabricada uma tabela de basquete com regulagem e levantamento automáticos para permitir a utilização de outras modalidades. Por outro lado, foi criado o novo sistema de controlo de acessos por código de barras, método utilizado para controlar a entrada de pessoas no clube, favorecendo assim a entrada exclusiva de associados. No mesmo período, foi construído um banheiro para deficientes físicos na área de entrada do prédio dos vestiários.
Em 2010, dada a necessidade dos nossos associados, mães com carro, bebês, etc., descerem as escadas, foi adquirido um elevador, adaptado para funcionamento na zona de entrada anexa junto às escadas. Para isso, foi construída uma cabine de concreto com sustentação de colunas, estrutura de ferro e local para conter a máquina. Esta incorporação foi concluída em 2011. No mesmo ano, teve início a digitalização de documentos e uma importante reforma informática dentro do clube. Em 2012, ocorreu a morte do Presidente Jorge O. Leguizamón, pelo que em aplicação do artigo 15 do Estatuto Social, a presidência fica a cargo do Sr.Horacio Muñoz até ao final do mandato.
Em 2013, foram realizadas obras muito importantes na piscina, sala de filtros e caldeira, sendo possível cobrir a piscina olímpica com a lona, desta forma, os nossos associados concretizaram o antigo desejo de usufruir do nosso natatório durante todo o ano. Além disso, foi concluído o fechamento do túnel de acesso aos vestiários e a colocação das aberturas correspondentes. Além disso, foram concluídas as obras de instalação de gás para ar condicionado, sendo adquiridos elevadores de quebra-mar de 50 metros com seus cabos de aço para completar toda a piscina e adquirido um gerador de ar quente.
Em 2014, a nova creche para caiaques e canoas estava em construção, com capacidade para 180 berços com espaço para crescimento de 72 barcos. Também foi construída uma estrada de material que chega ao rio. De referir que na enseada foi adquirida uma lança para içar barcos com peso até 15 toneladas, onde teve que ser pilotada a uma profundidade de 11 metros para encontrar terreno adequado. Em 2015, sendo uma necessidade e procura constante entre os atletas dos diferentes clubes do país, foram acrescentados mais quartos ao alojamento desportivo, equipados com 80 camas de roupa de cama, condicionadores quentes ou frios, elevando a capacidade total do acomodação para 240 leitos.
Em 2016, sob a presidência do Eng. José Luis Bollini, foi realizada a reforma do ginásio Velasco, cuja obra teve início em maio de 2016, chegando em março de 2017 com 80% de conclusão. As arquibancadas leste, norte e oeste foram concluídas, um vestiário para os árbitros e uma saída de emergência para a rua Iberlucea Norte, instalaram nova iluminação com tecnologia LED, que possibilitou a televisão HD, e foram realizadas obras de melhoria de todo o ambiente do referido ginásio.Além disso, foi adquirido um cardiodesfibrilador externo automático, e cada aparelho de 400 watts foi instalado um aparelho de 100 watts, obtendo-se uma economia nominal de 75%.
Em 2018, iniciaram-se as obras de construção das casas de banho da zona da piscina com adição de um passadiço de ligação aos balneários. A obra ficou praticamente concluída no final deste exercício 2018-2019. Por outro lado, foi criada uma sala de formação com múltiplas utilizações através da colocação de pavimento em borracha e duas janelas viradas a sul realizaram trabalhos de pintura geral, eliminando problemas de filtragem de águas pluviais. Além disso, sob a nova ideia de otimizar o funcionamento, passando das antigas para as novas tecnologias, foram instalados e colocados em funcionamento dois aquecedores solares na cobertura dos banheiros do galpão para abastecer a pia da louça sem aumentar o consumo de gás natural.
Para o ano de 2019, foram adquiridos três relógios biométricos com identificação por impressão digital, além de um sistema de software, para melhor controle do presenteísmo na folha de pagamento dos funcionários institucionais, realizada a modificação e restauração dos escritórios desportivos e administrativos, alterando os pisos e mobiliário, bem como toda a iluminação, eliminando-se a escada que permitia a entrada no ginásio do Pardal e foi construído um setor climatizado para instalação dos servidores que contêm as bases de dados dos sistemas informáticos do clube.
No esporte, destacamos que, apesar da situação do COVID-19, a categoria 1ª Divisão de Voleibol Feminino disputou a Liga Argentina de Voleibol Feminino. O torneio mais importante a nível nacional. Além disso, no âmbito dos 90 anos de nossa Instituição, a natação organizou a competição de águas abertas “Cruce del Puerto Rosario”, com 72ª edições consecutivas e ininterruptas (1936-2008), a travessia a nado no rio Paraná denominada “Travesía Recreativa Cruce del Puerto Rosario 90 anos”, aconteceu em 14 de março de 2021. Durante 2022 e início de 2023, foi prevista uma remodelação completa dos banheiros do galpão, acrescentando 40% à sua superfície ocupada.Na piscina de 50 metros foi adicionada iluminação LED e na piscina de 25 metros foi realizada uma reparação abrangente do piso da piscina e a iluminação foi alterada.
O crescimento do desporto no clube com 3.400 atletas federados, foi reconhecido como a Instituição que mais contribuiu com atletas para as Seleções Nacionais Argentinas e participou de múltiplas competições importantes a nível Nacional e Internacional. Tendo competidores que já representaram o clube em Copas do Mundo, Jogos Olímpicos, Paralímpicos, Jogos Pan-Americanos e Sul-Americanos, além de serem protagonistas em Torneios Federais e Locais.

## Títulos conquistados
Voleibol Feminino
 0 Campeonato Sul-Americano de Clubes
 0 Campeonato Argentino A1
 0 Campeonato Argentino A2
 0Supercopa Argentina
 0 Copa Argentina